# Fernando Torres de Portugal y Mesía

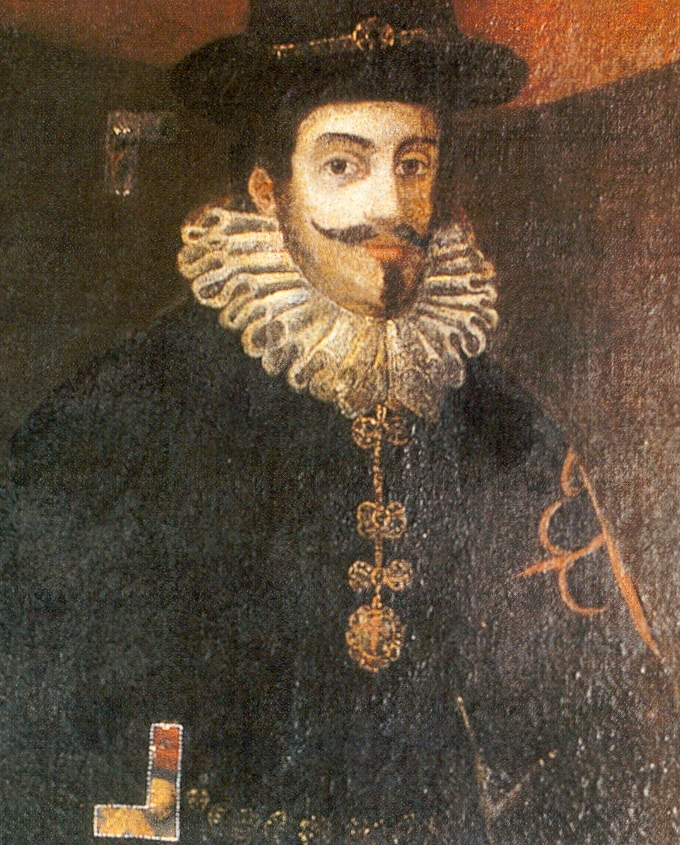
Fernando Torres de Portugal.

Fernando de Torres de Portugal y Mesía (Jaén, ? - Villardompardo, 18 de outubro de 1592) foi um nobre espanhol e vice-rei do Peru de 1584 até 1589.

## Biografia
Em 1576 ele foi nomeado o primeiro Conde de Villadompardo pelo rei Filipe II.
Ele foi nomeado vice-rei em 31 de março de 1584. Em 30 de abril de 1586, durante sua administração, Isabel Flores de Oliva, mais tarde, Rosa de Lima, nasceu. O povo de Lima o conhecia como el Temblecón (aquele que treme), por causa da freqüente agitação em suas mãos.
O corsário inglês Thomas Cavendish apareceu ao largo da costa. Em 9 de julho de 1586 um forte terremoto atingiu as cidades de Lima e El Callao, e posteriormente um tsunami causou danos a El Callao. Os primeiros livros impressos no Peru foram produzidos por Antonio Ricardo, tipógrafo de Turim estabelecido em Lima.
Fernando Torres construiu o seu próprio complexo de edifícios (mayorazgo), em Sevilha em 12 de outubro de 1592.